# Телекешти (Валча)
Телекешти (рум. Telechești) насеље је у Румунији у округу Валча у општини Малдарешти. Oпштина се налази на надморској висини од 366 m.

## Становништво
Према подацима из 2002. године у насељу је живело 201 становника, од којих су сви румунске националности.